# ISO 4030
Позначення: ISO 4030:1983
Назва (офіційними мовами ISO):
- англ. Road vehicles -- Vehicle identification number (VIN) -- Location and attachment
- фр. Véhicules routiers -- Numéro d'identification des véhicules (VIN) -- Emplacement et pose
- рос. Транспорт дорожный. Идентификационный номер автомобилей. Расположение и установка

Переклад назви українською: 
- укр. Дорожні транспортні засоби — Ідентифікаційний номер транспортного засобу (VIN) — Розташування та кріплення

Стандарт видано трьома мовами, які для ISO є офіційними: англійською, французькою та російською.

Цей міжнародний стандарт встановлює вимоги до місць розташування і кріплення ідентифікаційного номера транспортного засобу на механічних транспортних засобах, причепах, мотоциклах і мопедах. Стандарт розроблений та запроваджений Міжнародною Організацією зі Стандартизації — ІСО (англ. International Organization for Standardization  - ISO).

## Галузь застосування
Стандарт застосовується для маркування механічних транспортних засобів, причіпних транспортних засобів, мотоциклів та мопедів, визначення яких подані в ISO 3833, з метою однозначної ідентифікації виробника цих транспортних засобів.

## Основні вимоги
Стандарт встановлює вимоги до місць встановлення та кріплення ідентифікаційного номера транспортного засобу на транспортних засобах різних типів. Наприклад, для FORD car визначені такі місця: область під лобовим склом з боку водія (зовні автомобіля), на дверях з боку водія, на блоці двигуна та страховій картці, а також можна перевірити у свідоцтві про реєстрацію автомобіля (Registration Certificate).

## Національні відповідники
В Україні діє Державний стандарт України ДСТУ 3525-97 Засоби транспортні дорожні. Маркування, окремі вимоги якого гармонізовано з вимогами міжнародного стандарту ISO 3780:2009, і який є частково відповідником цього міжнародного стандарту.